# 구주정
구주정(久住町)은 오이타현 남서부에 위치해 구스미 고원, 구스미산 등의 관광지로 유명했던 정으로 나오이리군에 속했다. 
2005년 4월 1일 나오이리군, 나오이리정, 오기정과 함께 다케타시와 신설합병해 신 다케타시가 되어 자치체로서의 구주정은 소멸하였다.

## 역사
- 1889년 4월 1일 - 정촌제 시행에 수반해 구주촌이 성립하였다.
- 1920년 1월 1일 - 정으로 승격해 구주정이 되었다.
- 1954년 3월 31일  - 나오이리군 시라니촌과 합병해 구주정이 신설하였다.
- 1955년 3월 20일 - 나오이리군과 합병해 구주미야코정이 성립하였다.
- 1957년 1월 15일 - 다시 구주정으로 개칭하였다.
- 2005년 4월 1일 - 다케타시, 나오이리군 나오이리정, 오기정과 합병해, 신 다케타시가 되어 소멸하였다.

## 교통

### 도로
- 국도 442호선